# Marika Lindström
Marika Lindström (født 25. november 1946 i Skellefteå) er en svensk skuespiller, der primært forbindes med kendte svenske tv-serier som Beck, Blueprint, Familien Löwander og Tusenbröder. Hun kendes dog også for sin rolle i tv-filmen En busslast kärlek, hvor hun spiller hovedpersonen "Alice".

## Biografi
Marika Lindström havde sin opvækst i Jokkmokk, inden familien flyttede til Kil i Värmland. Hendes bedstefar, Alfred Lindström, var medlem af den svenske riksdag (i riksdagen blev han kaldt "Lindström fra Långnäs"). Efter at have taget studentereksamen i Karlstad, havde hun oprindeligt planlagt at studere litteraturhistorie i Stockholm, men begyndte i stedet at spille studenterteater og kom i 1966 ind på Calle Flygare Teaterskola. Hun tog lektioner hos skuespillerne Irma Christenson og Håkan Serner og arbejdede ved siden af som filmklipper på TV. I fjernsynet fik hun enkelte statistroller og spillede teater på Teater 9, inden hun begyndte at læse til skuespiller på Teaterhögskolan i Stockholm fra 1972 til 1975. I dag tilhører hun den faste skuespillerstab på Stockholms stadsteater, hvor hun har optrådt siden 1975. I begyndelsen af 90'erne var hun i en periode desuden aktiv på Dramaten og ved tv-teatret.
I første del af sin karriere var Lindström mest kendt for sine roller i tv-serierne Lösa förbindelser (1985) og Varuhuset (1987–1988), i sidstnævnte som den administrerende direktør "Karin Forss". Hun har dog også haft en del mørkere roller, blandt andet i Ondskans år (1986) og som "Hedvig" i serien Selambs fra 1979 (efter forfatteren Sigfrid Siwertz).
I løbet af 00'erne har hun blandt andet spillet rollen som attentatdræbt olympisk formand i Colin Nutleys thriller Sprängaren (2001) og spillet mor til hovedpersonen "Hoffa" i tv-serien Tusenbröder fra 2002.
Marika Lindström var gift med skuespilleren Ingvar Hirdwall til hans død i 2023.

## Filmografi (udvalg)
- 2019 - Sune - Best Man – Morfars nye fru Inger
- 2017-2020 - Familien Löwander (tv-serie) – Blanceflor Drugge "Generalfruen"
- 2016 - Medan vi lever – Ylva
- 2016 - Sameblod – bibliotekar
- 2015-2017 - Ack Värmland (tv-serie) – Pontus' mor
- 2015 - Miraklet i Viskan – Gerda
- 2014-2017 - Torpederna (tv-serie) – Agneta
- 2013 - Fjällbacka-mordene - Strandridderen – Nelly
- 2013 - Den som söker – Ingrid
- 2013 - Wallander (tv-serie) – Louise von Enke
- 2012 - Spiral (tv-serie) – Vera Federström
- 2012 - Røde ulv - Doris
- 2012 - Prime Time – Doris
- 2012 - Arne Dahl: Vældige vande (tv-serie) – Bea Lindblom
- 2010 - En busslast kärlek – Alice
- 2008 - Livet i Fagervik (tv-serie) - Leslie
- 2006 - Beck – Ingrid Ekman
- 2006 - Inga tårar – Birgitta
- 2003 - Hvis jeg vender mig om – Mona
- 2002-2007 - Tusenbröder – Gunnel, Hoffas mor
- 2001 - Kommissær Winter (tv-serie) – Lareda Weitz
- 2001 - Nedtælling – Christina Furhage
- 2001 - Kvinna med födelsemärke (tv-serie) – Ulrike Innings
- 1998 - Den tatuerade änkan – diætist
- 1997 - Pippi Langstrømpe – fru Settergren (stemme)
- 1997 - Emma åklagare (tv-serie) – dommer
- 1994 - Pillertrillaren – Dr. Bergström
- 1993 - Morsarvet (tv-serie) – Irma Fagergren
- 1993 - Rosenbaum (tv-serie) – dommer Lena Nordberg
- 1992 - Blueprint (tv-serie) – Eva Lessler
- 1991 - Mord och passion – Ellen
- 1991 - Tre kärlekar (tv-serie) – Astrid Enekrona
- 1990 - Honungsvargar – mor
- 1989 - Flickan vid stenbänken (tv-serie) - Sofia
- 1988 - Clark Kent – kunde i antikforretning
- 1987-1988 - Varuhuset (tv-serie) – Karin Forss
- 1987 - Nionde kompaniet – Marianne Hellman
- 1987 - I dag röd – Mary Lessler
- 1987 - Ondskans år – Berit
- 1985 - Lösa förbindelser (tv-serie) – Kerstin
- 1985 - Svindlande affärer – Alessandra
- 1982 - Græsenkemænd – Viveka
- 1982 - Hedebyborna (tv-serie) – Estelle
- 1982 - Sova räv – Marianne Jarlgård
- 1982 - Skulden (tv-serie) – Charlotte Sundin
- 1980 - Modet att döda – Radka
- 1980 - Ett drömspel – Fruen
- 1980 - Swedenhielms – Astrid, Bo's forlovede
- 1979 - Selambs (tv-serie) – Hedvig
- 1979 - Charlotte Löwensköld – Jaquette Ekenstedt
- 1979 - Godnatt, jord (tv-serie) – trænerens hustru
- 1977 - Isgraven – Maria Reimar
- 1977 - Hammerstads BK (tv-serie) – Lena
- 1974 - Pappa Pellerins dottor (tv-serie) – medvirkende
- 1972 - Bröderna Malm (tv-serie) – tjener
- 1969 - Markurells i Wadköping (tv-serie) – Husan